# Материнське поле
«Материнське поле» — радянський драматичний чорно-білий художній фільм 1967 року, знятий режисером Геннадієм Базаровим на кіностудії «Киргизфільм».

## Сюжет
За однойменною повістю Чингіза Айтматова. Толгонай (Бакен Кидикеєва) народилася і виросла на киргизькій землі. Троє синів і чоловік загинули на фронтах Другої світової війни, але мужність та сили не покидають її. Земля вчить Толгонай боротись і дає їй сили, щоб продовжувати жити.

## У ролях
- Бакен Кидикєєва — Толгонай (дублювала Віра Єнютіна)
- Раушан Сармурзіна — Аліман (дублювала Антоніна Кончакова)
- Насир Кітаєв — Суванкул (дублював Микола Граббе)
- Болот Бейшеналієв — Касим (дублював Володимир Ферапонтов)
- Т. Какчекєєв — Джайнак (дублював Олексій Сафонов)
- Нуртай Борбієв — Аширали (дублював Вадим Захарченко)
- Совєтбек Джумадилов — Джигшинкул (дублював Едуард Бредун)
- Таттибюбю Турсунбаєва — Толгонай в юности
- Лідія Ашрапова — Гульнор
- Тургун Бердалієв — голодний хлопець

## Знімальна група
- Режисер — Геннадій Базаров
- Сценаристи — Чингіз Айтматов, Борис Добродєєв, Ігор Таланкин
- Оператор — Валерій Віленський
- Композитор — Юрій Шеїн
- Художник — Казбек Жусупов